# Porbandar (district)
Porbandar is een district van de Indiase staat Gujarat. Het district telt 536.854 inwoners (2001) en heeft een oppervlakte van 2294 km².
| Naam      | Soort       |
| --------- | ----------- |
| Aadityana | census town |
| Porbandar | Hoofdstad   |

Ahmedabad · Amreli · Anand · Aravalli · Banaskantha · Bharuch · Bhavnagar · Botad · Chhota Udaipur · Dahod · Dang · Devbhoomi Dwarka · Gandhinagar · Gir Somnath · Jamnagar · Junagadh · Kheda · Kutch · Mahisagar · Mehsana · Morbi · Narmada · Navsari · Panchmahal · Patan · Porbandar · Rajkot · Sabarkantha · Surat · Surendranagar · Tapi · Vadodara · Valsad